# Pedicellina whiteleggii
Pedicellina whiteleggii is een soort in de taxonomische indeling van de kelkwormen (Entoprocta). 
De worm behoort tot het geslacht Pedicellina en behoort tot de familie Pedicellinidae. De wetenschappelijke naam van de soort werd voor het eerst geldig gepubliceerd in 1917 door Johnston & Walker.